# Bélgica en la Copa Mundial de Fútbol de 1986
La Selección de fútbol de Bélgica es uno de los 24 países participantes en la Copa Mundial de Fútbol de 1986 realizada en México.
Bélgica fue muy sorprendente en la competición habiendo logrado quedar entre los cuatro primeros. Bélgica fue incluida en el grupo B junto con México, Paraguay e Irak. Bélgica comenzó cayendo ante el seleccionado local por 1:2, luego logró una importante victoria ante Irak por 2:1 y luego empató con Paraguay por 2:2, pero clasificó a octavos porque obtuvo uno de los mejores terceros puestos. En octavos de final, los belgas lograron un importante triunfo a la Unión Soviética por 4:3, en cuartos de final, Bélgica ganó a España por 5:4 en la definición por penaltis, luego de haber empatado a un gol. En semifinales cayó contra Argentina por 2 a 0, siendo después la selección campeona y cerró su participación disputando el partido por el tercer lugar frente a Francia perdiendo por 4 a 2.

## Clasificación
Bélgica enfrentó en el Grupo 1 a Polonia, Grecia y Albania, para definir a dos clasificados al mundial. Bélgica logró la clasificación, tras empatar en el primer lugar del grupo con Polonia, con 8 puntos cada uno, pero los polacos terminaron primeros del grupo, porque marcaron más goles que los belgas, pese a tener la misma diferencia de goles.

### Grupo 1
| País    | J | G | E | P | GF | GC | GD | Pts |
| ------- | - | - | - | - | -- | -- | -- | --- |
| Polonia | 6 | 3 | 2 | 1 | 10 | 6  | +4 | 8   |
| Bélgica | 6 | 3 | 2 | 1 | 7  | 3  | +4 | 8   |
| Albania | 6 | 1 | 2 | 3 | 6  | 9  | −3 | 4   |
| Grecia  | 6 | 1 | 2 | 3 | 5  | 10 | −5 | 4   |

|                    | Bandera de Albania | Bandera de Bélgica | Bandera de Grecia | Bandera de Polonia |
| ------------------ | ------------------ | ------------------ | ----------------- | ------------------ |
| Bandera de Albania | –                  | 2−0                | 1−1               | 0−1                |
| Bandera de Bélgica | 3−1                | –                  | 2−0               | 2−0                |
| Bandera de Grecia  | 2−0                | 0−0                | −                 | 1−4                |
| Bandera de Polonia | 2−2                | 0−0                | 3−1               | −                  |

## Jugadores
Estos son los 22 jugadores convocados para el torneo:

## Primera fase

### Grupo B
| Equipo   | Pts | PJ | PG | PE | PP | GF | GC |
| -------- | --- | -- | -- | -- | -- | -- | -- |
| México   | 5   | 3  | 2  | 1  | 0  | 4  | 2  |
| Paraguay | 4   | 3  | 1  | 2  | 0  | 4  | 3  |
| Bélgica  | 3   | 3  | 1  | 1  | 1  | 5  | 5  |
| Irak     | 0   | 3  | 0  | 0  | 3  | 1  | 4  |

| 3 de junio de 1986 | Bélgica         | 1:2 (1:2) | México                     | Estadio Azteca, Ciudad de México                                         |                                                                          |
|                    | Vandenbergh 45' | Reporte   | Quirarte 23' · Sánchez 39' | Asistencia: 110.000 espectadores Árbitro(s): Carlos Espósito (Argentina) | Asistencia: 110.000 espectadores Árbitro(s): Carlos Espósito (Argentina) |

| 8 de junio de 1986 | Iraq      | 1:2 (0:2) | Bélgica                        | Estadio Toluca 70-86, Toluca                                      |                                                                   |
|                    | Radhi 59' | Reporte   | Scifo 16' · Claesen 21' (pen.) | Asistencia: 20.000 espectadores Árbitro(s): Jesús Díaz (Colombia) | Asistencia: 20.000 espectadores Árbitro(s): Jesús Díaz (Colombia) |

| 11 de junio de 1986 | Paraguay        | 2:2 (0:1) | Bélgica                    | Estadio Toluca 70-86, Toluca                                          |                                                                       |
|                     | Cabañas 50' 76' | Reporte   | Vercauteren 30' · Veyt 59' | Asistencia: 16.000 espectadores Árbitro(s): Bogdan Dotchev (Bulgaria) | Asistencia: 16.000 espectadores Árbitro(s): Bogdan Dotchev (Bulgaria) |

### Octavos de final
| 15 de junio de 1986 | Bélgica                                               | 4:3 (2:2) (t. s.)(1:0 t. s.) | Unión Soviética             | Estadio Nou Camp, León                                                |                                                                       |
|                     | Scifo 56' · Ceulemans 77' · Demol 102' · Claesen 110' | Reporte                      | Belanov 27' 70' 111' (pen.) | Asistencia: 32.227 espectadores Árbitro(s): Erik Fredriksson (Suecia) | Asistencia: 32.227 espectadores Árbitro(s): Erik Fredriksson (Suecia) |

### Cuartos de final
| 22 de junio de 1986 | España                                      | 1:1 (1:1, 1:1) (t. s.)(4–5 p.) | Bélgica                                              | Estadio Cuauhtémoc, Puebla                                                        |                                                                                   |
|                     | Señor 85'                                   | Reporte                        | Ceulemans 35'                                        | Asistencia: 45.000 espectadores Árbitro(s): Sigfried Kirschen (Alemania Oriental) | Asistencia: 45.000 espectadores Árbitro(s): Sigfried Kirschen (Alemania Oriental) |
|                     |                                             | Tiros desde el punto penal     |                                                      |                                                                                   |                                                                                   |
|                     | Señor · Eloy · Chendo · Butragueño · Víctor |                                | Claesen · Scifo · Broos · Vervoort · L. Van Der Elst |                                                                                   |                                                                                   |

### Semifinales
| 25 de junio de 1986 | Argentina        | 2:0 (0:0) | Bélgica | Estadio Azteca, Ciudad de México                                              |                                                                               |
|                     | Maradona 51' 63' | Reporte   |         | Asistencia: 114.500 espectadores Árbitro(s): Antonio Márquez Ramírez (México) | Asistencia: 114.500 espectadores Árbitro(s): Antonio Márquez Ramírez (México) |

### Tercer lugar
| 28 de junio de 1986 | Francia                                                      | 4:2 (2:1) (t. s.)(2:0 t. s.) | Bélgica                     | Estadio Cuauhtémoc, Puebla                                               |                                                                          |
|                     | Ferreri 27' · Papin 43' · Genghini 104' · Amorós 111' (pen.) | Reporte                      | Ceulemans 11' · Claesen 73' | Asistencia: 21.000 espectadores Árbitro(s): George Courtney (Inglaterra) | Asistencia: 21.000 espectadores Árbitro(s): George Courtney (Inglaterra) |

| Bélgica | Francia |

| ARQ         | 1  | Jean-Marie Pfaff    | 63' |     |
| DEF         | 2  | Eric Gerets         |     |     |
| DEF         | 5  | Michel Renquin      |     | 46' |
| DEF         | 13 | Georges Grün        |     |     |
| MED         | 21 | Stéphane Demol      |     |     |
| MED         | 22 | Patrick Vervoort    |     |     |
| MED         | 17 | Raymond Mommens     |     |     |
| MED         | 8  | Enzo Scifo          |     | 64' |
| MED         | 11 | Jan Ceulemans       |     |     |
| DEL         | 18 | Daniel Veyt         |     |     |
| DEL         | 16 | Nico Claesen        |     |     |
| Sustitutos: |    |                     |     |     |
| ARQ         | 20 | Gilbert Bodart      |     |     |
| DEF         | 3  | Franky Van Der Elst |     | 46' |
| DEF         | 15 | Leo Van Der Elst    |     | 64' |
| DEF         | 14 | Leo Clijsters       |     |     |
| MED         | 6  | Franky Vercauteren  |     |     |
| Entrenador: |    |                     |     |     |
| Guy Thys    |    |                     |     |     |

| ARQ          | 22 | Albert Rust         |  |     |
| DEF          | 2  | Manuel Amoros       |  |     |
| DEF          | 4  | Patrick Battiston   |  |     |
| DEF          | 5  | Michel Bibard       |  |     |
| DEF          | 7  | Yvon Le Roux        |  | 56' |
| MED          | 14 | Jean Tigana         |  | 84' |
| MED          | 15 | Philippe Vercruysse |  |     |
| MED          | 11 | Jean-Marc Ferreri   |  |     |
| MED          | 13 | Bernard Genghini    |  |     |
| DEL          | 16 | Bruno Bellone       |  |     |
| DEL          | 17 | Jean-Pierre Papin   |  |     |
| Sustitutos:  |    |                     |  |     |
| ARQ          | 21 | Philippe Bergeroo   |  |     |
| DEF          | 6  | Maxime Bossis       |  | 56' |
| MED          | 8  | Thierry Tusseau     |  | 84' |
| DEL          | 19 | Yannick Stopyra     |  |     |
| DEL          | 20 | Daniel Xuereb       |  |     |
| Entrenador:  |    |                     |  |     |
| Henri Michel |    |                     |  |     |